# Валгуарнера Каропепе
Валгуарнѐра Каропѐпе (на италиански: Valguarnera Caropepe, на сицилиански Carrapipi, Карапипи) е град и община в южна Италия, провинция Ена, в автономен регион и остров Сицилия. Разположен е на 590 надморска височина. Населението на града е 8281 души (към 30 декември 2010 г.).